# Elmar Fischer
Elmar Fischer (Feldkirch, 6 ottobre 1936 – Feldkirch, 19 gennaio 2022) è stato un vescovo cattolico austriaco.

## Biografia
Elmar Fischer nacque a Feldkirch il 6 ottobre 1936.

### Formazione e ministero sacerdotale
Frequentò la scuola di formazione per insegnanti di Feldkirch dal 1950 al 1955 e poi studiò filosofia e teologia cattolica all'Università di Innsbruck fino al 1962. Nel 1969 conseguì il dottorato in teologia con la tesi "Sulla pastorale nel Vicariato generale di Feldkirch dal 1818 al 1848".
Il 29 giugno 1961 fu ordinato presbitero per la diocesi di Feldkirch. In seguito fu cappellano a Lustenau-Rheindorf dal 1962 al 1965; parroco e prevosto di Sibratsgfäll dal 1965 al 1970; rettore del convitto diocesano Marianum di Bregenz dal 1970 al 1982; direttore della Scuola diocesana statale per consulenti matrimoniali, familiari e per la vita dal 1974 al 1990; direttore del Centro diocesano per il matrimonio e la famiglia dal 1979 al 1990; vicario generale dal 1989 all'ottobre del 2004 e rappresentante permanente dell'amministratore apostolico di Feldkirch Klaus Küng, già vescovo della diocesi e trasferito alla sede di Sankt Pölten, dal 7 ottobre 2004.
Fischer si occupò per molti anni di consulenza matrimoniale e familiare, preparazione al matrimonio ed educazione familiare. Dopo aver gestito dal 1979 al 1990 il Centro per il matrimonio e la famiglia della diocesi di Feldkirch (EFZ), nel 1991 venne inserito nell'elenco degli psicoterapeuti di Stato.
Il 27 febbraio 1990 papa Giovanni Paolo II gli conferì il titolo di prelato d'onore di Sua Santità.

### Ministero episcopale
Il 24 maggio 2005 papa Benedetto XVI lo nominò vescovo di Feldkirch. Ricevette l'ordinazione episcopale il 3 luglio successivo nella cattedrale di San Nicola a Feldkirch dal vescovo di Sankt Pölten Klaus Küng, co-consacranti l'arcivescovo metropolita di Salisburgo Alois Kothgasser e il vescovo di Parnaíba Alfredo Schäffler.
Fu coinvolto nella causa di beatificazione di Carl Lampert e nell'assegnazione postuma del Premio Romero alla missionaria del Vorarlberg Maria Pacis Irene Vögel, religiosa delle Suore missionarie del Preziosissimo Sangue, preside della Precious Blood Secondary School, una scuola secondaria situata in una baraccopoli alla periferia di Nairobi i cui studenti, sotto la sua presidenza, avevano ottenuto eccezionali risultati scolastici.
Nel novembre del 2005 compì la visita ad limina.
Il 15 novembre 2011 papa Benedetto XVI accettò la sua rinuncia al governo pastorale della diocesi. Dopo il pensionamento visse in un centro spirituale delle Suore missionarie del Preziosissimo Sangue a Hittisau e si dedicò alla pastorale. Come privato cittadino, fu uno sportivo entusiasta, un appassionato alpinista e un abile sciatore fino alla fine.
Nel gennaio del 2022 si ammalò gravemente di COVID-19. Morì dopo un breve ricovero nel reparto di terapia intensiva dell'ospedale statale di Feldkirch il 19 gennaio 2022 all'età di 85 anni. Le esequie si tennero il 28 gennaio alle ore 14 nella cattedrale di San Nicola a Feldkirch e furono presiedute da monsignor Benno Elbs, vescovo di Feldkirch. L'omelia venne pronunciata da monsignor Klaus Küng, vescovo emerito di Sankt Pölten. Al termine del rito fu sepolto nella cripta dei vescovi della cappella di Santa Maria della stessa cattedrale.

## Opinioni

### Atteggiamenti nei confronti dell'omosessualità
In un'intervista a ORF Radio Vorarlberg concessa nel febbraio del 2009, Fischer argomentò il suo sostegno al controverso vescovo ausiliare designato di Linz Gerhard Wagner e, contrariamente all'opinione generale odierna della psicologia e psicoterapia, affermò che l'omosessualità, come l'alcolismo, dovrebbe essere classificata come una "malattia mentale" e quindi essere considerata curabile.
Il giorno dopo si scusò per le sue affermazioni e le ritirò dicendo: "Pensavo ovviamente che la letteratura scientifica non fosse più aggiornata".
Fischer aveva già suscitato scalpore nel 1996 quando era vicario generale. In quel momento, in una lettera a tutti gli uffici parrocchiali cattolici della diocesi, sottolineò, tra l'altro, il legame tra omosessualità e promiscuità. Si riferì principalmente alla letteratura e alle sue esperienze di psicoterapeuta. Johannes Wahala, presidente della Società austriaca per la ricerca sul sesso, presentò una denuncia al Ministero Federale della Salute sulla base delle dichiarazioni di Fischer. Il presule venne accusato di aver violato l'obbligo di ulteriore formazione, ripetuto affermazioni patologizzanti e discriminatorie contro il suo miglior giudizio e abusato del suo ruolo di psicoterapeuta per diffondere atteggiamenti discriminatori e lesivi della professione di psicoterapeuta.

### Accuse di violenza nel 2010
Sulla scia dello scandalo degli abusi scoppiato nel marzo 2010, quattro suoi ex studenti accusarono il vescovo di avere perpetrato abusi ai loro danni negli anni '60 e '70. In particolare dissero che il presule li aveva picchiati fino al ricovero. Il vescovo inizialmente ricordò solo uno schiaffo e considerò il resto accuse non provate. La diocesi assunse lo psichiatra di Innsbruck Hartmann Hinterhuber per indagare su queste accuse. Il 1º giugno 2010 l'esperto giunse alla conclusione che "le accuse sono credibili" e che Fischer aveva ripetutamente preso a pugni i giovani. Tuttavia, le dimissioni erano eccessive perché all'epoca tale prevaricazione non era considerata grave e non equivaleva a un abuso di potere. "Le aggressioni fisiche devono essere viste in un contesto emotivo, anche se questo non giustifica né scusa le aggressioni. Non vanno interpretate come espressione di un piacevole esercizio di un rapporto di potere".
Il vescovo Fischer disse che si sarebbe scusato per iscritto con le sue vittime, ma rifiutò le richieste di dimissioni.

## Genealogia episcopale
La genealogia episcopale è:
- Cardinale Scipione Rebiba
- Cardinale Giulio Antonio Santori
- Cardinale Girolamo Bernerio, O.P.
- Arcivescovo Galeazzo Sanvitale
- Cardinale Ludovico Ludovisi
- Cardinale Luigi Caetani
- Cardinale Ulderico Carpegna
- Cardinale Paluzzo Paluzzi Altieri degli Albertoni
- Papa Benedetto XIII
- Papa Benedetto XIV
- Papa Clemente XIII
- Cardinale Bernardino Giraud
- Cardinale Alessandro Mattei
- Cardinale Pietro Francesco Galleffi
- Cardinale Giacomo Filippo Fransoni
- Cardinale Carlo Sacconi
- Cardinale Edward Henry Howard
- Cardinale Mariano Rampolla del Tindaro
- Cardinale Rafael Merry del Val
- Vescovo Josef Altenweisel
- Vescovo Franz Egger
- Arcivescovo Sigismund Waitz
- Vescovo Paulus Rusch
- Vescovo Bruno Wechner
- Vescovo Klaus Küng
- Vescovo Elmar Fischer